# Pieszaki
Pieszaki (Cinclosomatidae) – rodzina ptaków z podrzędu śpiewających (Oscines) w obrębie rzędu wróblowych (Passeriformes).

## Występowanie
Rodzina obejmuje gatunki występujące w Australii (wraz z Tasmanią), na Nowej Gwinei i kilku sąsiednich wyspach.

## Charakterystyka
Długość ciała 19–30 cm, masa ciała 49–119 g. Kształtem ciała przypominają drozdy, ale mają dłuższe ogony, krótsze nogi i mniejsze głowy.
Pieszaki żywią się głównie małymi bezkręgowcami i nasionami. Zazwyczaj żerują na ziemi.

## Systematyka
Ptaki te były dawniej umieszczane w rodzinie długobiegowatych (Eupetidae).
Do rodziny należą następujące rodzaje:
- Ptilorrhoa J.L. Peters, 1940
- Cinclosoma Vigors & Horsfield, 1827